# 黄翌
黄翌（1974年10月26日—），上海人，已退役的中国足球运动员，曾经入选中国国家青年队和中国国奥队，并任队长，但是因为中国足协体能测试的规定却从未在中国的顶级联赛上场过一分钟。

## 职业生涯
黄翌成名极早，在1991年意大利世青赛上，他在73分钟时小角度任意球直接破门，帮助中国队逼平东道主意大利，年仅16岁的黄翌甚至立刻接到了法甲球队的邀请。但是由于当时中国足球尚未职业化，除公派等形式外，球员根本没有正常海外转会的可能，于是只能作罢。到了戚务生执教的国奥队之后，黄翌与申思两位上海的左脚将是队长。
1994年职业联赛伊始，黄翌毫无悬念的入选上海申花，被寄予厚望，但是他却无法通过中国足协的体能测试，最终一年无法上场。1995年，他转投低一级甲B联赛的上海大顺（后改名豫园），以求降低体侧的标准，之后多年，始终在体侧与补测的及格线上挣扎努力，几乎没有正常准备和出战联赛的机会。
1999年，他从刚刚合并了豫园队的上海浦东租借到陕西国力，有相当出色的表现，并再现任意球功底破门得分。2000年，他转会广州太阳神，却再次体测不及格，又无法上场。2003年，多年无球可踢得黄翌前往新加坡联赛效力，但是仅仅几个月就因为与俱乐部发生矛盾而返回国内。2004年，他最后一次出现在职业足球赛场，帮助上海九城从乙级联赛冲入甲级，之后退役。
作为极有天赋的足球运动员，黄翌的职业生涯却因为中国足球职业化初期被广泛诟病的体能测试而历经坎坷，最终碌碌无为。退役后他曾经担任上海中纺机等乙级球队的助理教练。